# Astrangia browni
Astrangia browni är en korallart som beskrevs av Palmer 1928. Astrangia browni ingår i släktet Astrangia och familjen Rhizangiidae. Inga underarter finns listade i Catalogue of Life.